# Uráli Gazdasági Körzet

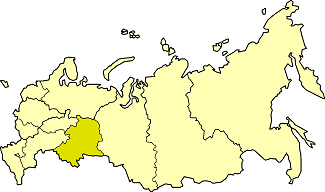
Az Uráli Gazdasági Körzet fekvése

Az Uráli Gazdasági Körzet (orosz nyelven: Уральский экономический район,  Uralszkij ekonomicseszkij rajon), Oroszország 11 gazdasági körzetének egyike.
Oroszország területének közel 5%-ára terjed ki, itt él az ország népességének kereken 14%-a. A körzet lakosságának csaknem 75%-a városokban él. Az Oroszországi Föderáció alábbi szubjektumai alkotják:
1. Baskíria
2. Cseljabinszki terület
3. Kurgani terület
4. Orenburgi terület
5. Permi határterület
6. Szverdlovszki terület
7. Udmurtföld

## Földrajzi áttekintés
Európa és Szibéria találkozásánál fekszik. Magában foglalja az Északi-Urál déli részét, a Középső- és a Déli-Urált, valamint ezek előtereit. Az északi vidékek jóval hidegebbek és több csapadékot kapnak, délen az éghajlat melegebb és szárazabb. Északon az alacsonyan fekvő vidéket többnyire tajga borítja, a hegység magasabb térszíneire a hegyi tundra jellemző. Az alacsonyabb Középső-Urálban, az erdős sztyepp övezetben főként lomboserdők fordulnak elő. A Déli-Urál ismét valamivel magasabb és szélesebb is. A körzet legdélibb része átnyúlik a meleg és száraz sztyepp vidékére. Az északi részek legnagyobb folyója a Káma, a déli részeké az Urál folyó.

## Gazdaság
A legnagyobb város, Jekatyerinburg az európai és ázsiai részek határán, hét vasúti fővonal kereszteződésében fekszik, többek között a központi részeket és Szibériát összekötő Transzszibériai vasútvonal egyik fontos állomása. A körzetnek négy olyan nagyvárosa van, ahol a lakosság lélekszáma meghaladja az egymillió főt. Jekatyeinburg, Cseljabinszk, Ufa, Perm és a körülöttük kialakult agglomerációban összpontosul az Urál lakosságának kb. harmada. Nyizsnyij Tagilban és vonzáskörzetének 30 kisvárosában hatalmas kohászati kombinátok és a kohászathoz kapcsolódó ágazatok nagyvállalatai működnek.
Az Urál Oroszország legrégebbi és napjainkban is egyik legjelentősebb iparvidéke. Hatalmas ipari potenciáljának alapja a nagy mennyiségben előforduló, sokféle ipari nyersanyag bányászata és feldolgozása. A legfontosabb nyersanyagok: szén – főleg barnaszén –; vasérc (pl. Kacskanar, Kusva, Zlatouszt, Nyizsnyij Tagil); színesfémek: réz (Krasznouralszk, Orszk, Mednogorszk), arany (Miassz), ólom, cink, ón (Közép-Urál), nikkel (Orszk); azbeszt (Jekatyerinburg vidékén, Azbeszt nevű város); drága- és féldrágakövek; kálisó (Szolikamszk) és kősó. Mára sok érclelőhely, köztük Magnyitogorszk híres vasérclelőhelye kimerült.
Kőolajat főként Baskíriában bányásznak, a legtöbb földgázt a körzet déli részén fekvő Orenburgban környékén termelik ki. Energiahordozókból azonban a körzet így is behozatalra szorul a nagy ipari koncentráció miatt.
A vaskohászat legnagyobb központjai Magnyitogorszkban, Cseljabinszkban, Nyizsnyij Tagilban alakultak ki. A körzet adja az ország vas-, acél és hengereltárú termelésének csaknem a felét. Krasznouralszk, Kirovgrád, Revda a rézkohászat, az északi Krasznoturjinszk az itteni aluminiumipar, a déli Orszk a nikkelkohászat központja.
A körzet gépiparát elsősorban a nyersanyagigényes ágazatok: szerszám-, vegyipari- és bányagépek, kohászati berendezések gyártása jellemzi. Legnagyobb központjai: Cseljabinszk, Izsevszk, Kurgan.
A vegyipar szintén főleg helyi nyersanyagokat (szén, kőolaj, földgáz, kálisó) dolgoz fel, legnagyobb központjai: Jekatyerinburg, Perm, Ufa, Orszk, Orenburg, Csajkovszkij. A körzetben előállított kálium-műtrágya (Bereznyiki) szinte az ország teljes szükségletét fedezi.
A körzetben a könnyűipar viszonylag kisebb súllyal van jelen, legfontosabb ágazata a faipar. A legnagyobb élelmiszeripari üzemek a déli városok környékén működnek, de élelmiszerekből a körzet jelentős behozatalra szorul.
A mezőgazdaságban északon az állattenyésztésé a vezető szerep. A középső területeken burgonyát, cukorrépát, napraforgót és gabonafélékből főleg rozst, a jobb minőségű déli földeken pedig elsősorban gabonaféléket termesztenek. A nagyvárosok környékén hús-, baromfi-, tej- és zöldségtermelő gazdaságok alakultak ki.

## Lásd még
- Oroszország közigazgatási beosztása